# Eveline Cosmetics
Eveline Cosmetics – polskie, rodzinne przedsiębiorstwo kosmetyczne, należące do czołówki krajowych producentów i eksporterów produktów kosmetycznych (w tym do makijażu, pielęgnacji twarzy, ciała, włosów i paznokci). Produkty marki Eveline Cosmetics są dostępne w ponad 80 państwach. Eksport stanowi ok. 70% wartości sprzedaży. Marka Eveline Cosmetics to szeroki wachlarz produktów do makijażu, pielęgnacji twarzy, ciała, włosów i paznokci. W 2020 roku przedsiębiorstwo wprowadziło do sprzedaży wegańską serię produktów, dołączając do organizacji PETA, potwierdzając przy tym niewykonywanie testów kosmetyków na zwierzętach i prowadzenie przedsiębiorstwa w myśl zasady cruelty free.

## Wybrane nagrody i wyróżnienia
- Love Cosmetics Awards 2022 – Social Media Star[11]